# Sense sostre ni llei
Sense sostre ni llei (títol original: Sans toit ni loi) és una pel·lícula dramàtica francesa estrenada l'any 1985 dirigida per Agnès Varda, amb Sandrine Bonnaire en el paper d'una jove sense sostre trobada morta. Ha estat doblada al català

## Argument

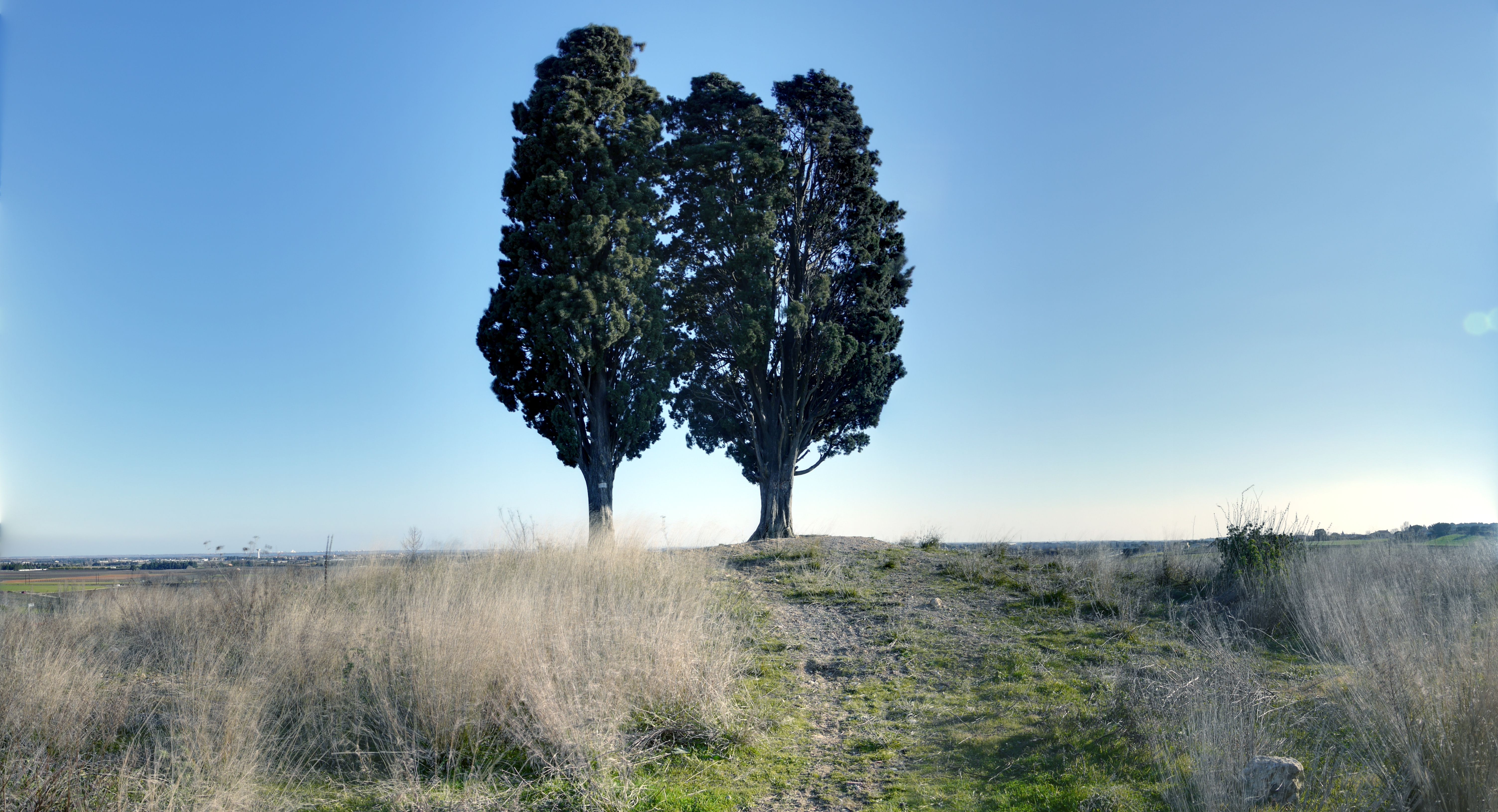
Els dos xipresos bessons del Pioch Palat (Sant Aunès).

Una jove vagabunda és trobada en un fossar, morta de fred, al peu de dos  xipresos bessons. És una simple notícia de successos. Que podia saber-se d'ella i com han reaccionat els que s'han creuat en la seva ruta, en el Sud de França, aquell hivern? Un motxiller, una criada, un pastor filòsof, un podador de vinyes tunisià, una « platanòloga », un mecànic i una vella dama. S'arrossega i beu en les estacions. Uns trinxeraires  l'acullen en un squat. Fa breus trobades entre les seves llargues rutes erràtiques sense objectiu aparent. Sobreviu enèrgicament malgrat la gana, la sed, el fred i la manca de cigarrets i d'herba. La seva solitud augmenta, perd el seu plumó. El fred la vencerà.

## Repartiment
- Sandrine Bonnaire: Simone Bergeron, anomenada Mona, sense sostre  ni llei
- Macha Méril: la Sra. Landier, la platanòloga
- Stéphane Freiss: Jean-Pierre, enginyer agrònom
- Yolande Moreau: Yolande
- Marthe Jarnias: la mestressa de Yolande
- Setti Ramdane: el marroquí que la descobreix
- Francis Balchère: un gendarme
- Jean-Louis Perletti: un gendarme
- Urbà Causse: un pagès interrogat '
- Christophe Alcazar: un altre
- Dominique Durand: el primer motard
- Joël Fosse: l'altre, Paulo, amant de Yolande
- Patrick Schmit: el camioner
- Katy Champaud: la jove de la bomba
- Raymond Roulle: el vell dels llumins
- Patrick Sokol: el jove de l'entrepà
- Pedra Imbert: el mecànic
- Laurence Cortadellas: Éliane

## Premis i nominacions
- César a la millor actriu : Sandrine Bonnaire
- Nominació pel César a la millor pel·lícula
- Nominació pel César al millor director
- Nominació pel César a la millor actriu secundària: Macha Meril
- Lleó d'Or al Festival Internacional de Cinema de Venècia : Agnès Varda

## Al voltant de la pel·lícula
- La pel·lícula, dedicada a Nathalie Sarraute, consisteix en una mena d'adaptació, al cinema, d'un gènere literari, la « nova novel·la ». Per respectar les doctrines promocionades pel moviment de Nathalie Sarraute, Alain Robbe-Grillet i consorts, la directora Agnès Varda ha escollit un to d'una absoluta neutralitat. Clínic, l'actuació d'actor és pràcticament absent en la pel·lícula, es parla més que no s'actua; es recita el text més aviat es viu. És el que fa la càmera de Varda extremadament objectiva, gairebé matemàtica. La multiplicació de seqüències de molt curta durada permet un relat net, on l'essencial ha substituït al fard superficial.
- La veu en off de la persona que porta les entrevistes és la d'Agnès Varda.